# Hazelaarsnavelkogeltje
Het hazelaarsnavelkogeltje (Gnomonia amoena) is een schimmel behorend tot de familie Gnomoniaceae. Het komt voor in loofbossen en is bekend van afgevallen bladeren van Corylus.

## Kenmerken
De ascosporen meten 17–23 × 2,5–3 μm.

## Verpsreiding
Het hazelaarsnavelkogeltje komt voor in Noord-Amerika en Europa. In Nederland komt het hazelaarsnavelkogeltje uiterst zeldzaam voor.